# محمد جدیدی
محمد جدیدی (انگلیسی: Mohamed Jedidi؛ زادهٔ ۱۰ سپتامبر ۱۹۷۸) بازیکن فوتبال اهل تونس است.
از باشگاه‌هایی که در آن بازی کرده‌است می‌توان به باشگاه فوتبال اسپرانس تونس، باشگاه فوتبال المعب تونس، باشگاه فوتبال ستاره ساحلی، و باشگاه فوتبال الجرجیسی اشاره کرد.
وی همچنین در تیم ملی فوتبال تونس بازی کرده‌است.